# Вулиця Дзигунського (Севастополь)
Вулиця Дзигунського (крим. Dzıhunskoho soqaq) — вулиця в Нахімовському районі Севастополя. Отримала назву на честь Дзигунського Михайла Яковича, Героя Радянського Союзу.

## Історія
З початку XIX століття вона називалася Доковою і цілком зрозуміло чому: проходить вона вздовж урвища на східному березі Корабельної бухти. У травні 1969 року, до 25-ї річниці визволення Севастополя, перейменована на честь лейтенанта Михайла Яковича Дзигунського, що закрив тілом амбразуру дота і повторив подвиг Олександра Матросова. Подвиг Дизунського зображений на полотні діорами «Штурм Сапун-гори 7 травня 1944 року».
Біля вулиці Дзигунського будинку лише з лівого, парного боку. Справа обрив, нижче якого проходить залізнична гілка Севастополь — Бахчисарай — Сімферополь. За залізницею — Севастопольський морський завод.